# Casque béotien

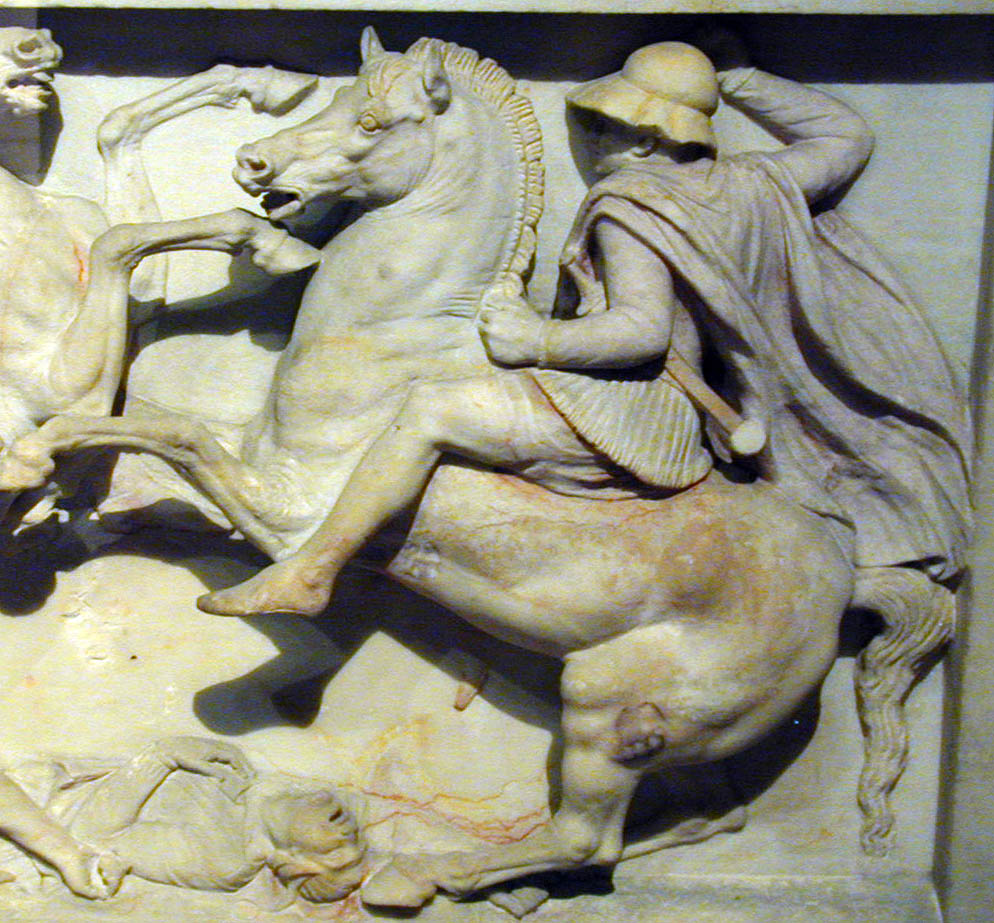
Cavalier thessalien sculpté sur le sarcophage d'Alexandre portant un casque béotien.

Le casque béotien est un casque utilisé en Grèce antique durant les périodes classique et hellénistique. Il tire son nom de la Béotie dont il est vraisemblablement originaire.
Il s'agit d'un casque ouvert qui permet une bonne vision périphérique et une bonne audition, idéal pour la cavalerie. Xénophon le recommande justement pour ses qualités dans son traité sur la cavalerie. Il diffère donc du casque corinthien ou du casque phrygien.